# Belmont (Puerto España)
Belmont es una localidad de Trinidad y Tobago, que forma parte de la ciudad de Puerto España.

## Geografía
La localidad abarca parte de la isla Trinidad y limita al norte con Lady Chancellor y Cascade (ambas localidades pertenecientes a la región de San Juan-Laventille), al sur con Eart Port of Spain y Gonzales, al este con Upper Belmont y St. Barbs (ambas localidades pertenecientes a la región de San Juan-Laventille) y al oeste con Puerto España.

## Demografía
Datos demográficos de la localidad de Belmont:
| Gráfica de evolución demográfica de Belmont entre 2000 y 2011 |
|                                                               |